# Hydropsyche striolata
Hydropsyche striolata är en nattsländeart som beskrevs av Navás 1934. Hydropsyche striolata ingår i släktet Hydropsyche och familjen ryssjenattsländor. Inga underarter finns listade i Catalogue of Life.